# Thomas Barr
Thomas Barr (ur. 24 lipca 1992 w Waterford) – irlandzki lekkoatleta specjalizujący się w biegu na 400 metrów przez płotki.
Szósty zawodnik mistrzostw Europy juniorów w Tallinnie (2011). Rok później dotarł do półfinału europejskiego czempionatu w Helsinkach, a w 2013 był ósmy na młodzieżowych mistrzostwach Europy. Półfinalista mistrzostw Starego Kontynentu w Zurychu (2014). W 2015 zdobył złoty medal na uniwersjadzie. Uczestnik mistrzostw Europy w Amsterdamie (2016), w których dotarł do półfinału biegu płotkarskiego na 400 metrów. Czwarty zawodnik igrzysk olimpijskich w Rio de Janeiro (2016).
Wielokrotny mistrz Irlandii. Reprezentant kraju na drużynowych mistrzostwach Europy oraz World Athletics Relays.
Jego starszą siostrą jest Jessie Barr.

## Osiągnięcia indywidualne
| Rok  | Impreza                                 | Miejsce        | Konkurencja                 | Lokata     | Wynik           |
| ---- | --------------------------------------- | -------------- | --------------------------- | ---------- | --------------- |
| 2011 | Mistrzostwa Europy juniorów             | Tallinn        | bieg na 400 m przez płotki  | 6. miejsce | 51,02           |
| 2012 | Mistrzostwa Europy                      | Helsinki       | bieg na 400 m przez płotki  | półfinał   | 50,22           |
| 2013 | Młodzieżowe mistrzostwa Europy          | Tampere        | bieg na 400 m przez płotki  | 8. miejsce | 50,14           |
| 2014 | I liga drużynowych mistrzostw Europy    | Tallinn        | bieg na 400 m przez płotki  | 1. miejsce | 49,30           |
| 2014 | Mistrzostwa Europy                      | Zurych         | bieg na 400 m przez płotki  | półfinał   | 49,30           |
| 2014 | Mistrzostwa Europy                      | Zurych         | sztafeta 4 × 400 m          | 5. miejsce | 3:01:67         |
| 2015 | I liga drużynowych mistrzostw Europy    | Heraklion      | bieg na 400 m przez płotki  | 2. miejsce | 49,66           |
| 2015 | Uniwersjada                             | Gwangju        | bieg na 400 m przez płotki  | 1. miejsce | 48,78           |
| 2015 | Mistrzostwa świata                      | Pekin          | bieg na 400 m przez płotki  | półfinał   | 48,71           |
| 2016 | Mistrzostwa Europy                      | Amsterdam      | bieg na 400 m przez płotki  | półfinał   | 50,09           |
| 2016 | Mistrzostwa Europy                      | Amsterdam      | sztafeta 4 × 400 m          | 5. miejsce | 3:04,32         |
| 2016 | Igrzyska olimpijskie                    | Rio de Janeiro | bieg na 400 m przez płotki  | 4. miejsce | 47,97           |
| 2017 | I liga drużynowych mistrzostw Europy    | Vaasa          | bieg na 400 m przez płotki  | 5. miejsce | 49,73           |
| 2017 | Mistrzostwa świata                      | Londyn         | bieg na 400 m przez płotki  | półfinał   | DNS             |
| 2018 | Mistrzostwa Europy                      | Berlin         | bieg na 400 m przez płotki  | 3. miejsce | 48,31           |
| 2018 | Mistrzostwa Europy                      | Berlin         | sztafeta 4 × 400 m          | eliminacje | 3:06,55         |
| 2019 | Halowe mistrzostwa Europy               | Glasgow        | bieg na 400 m               | eliminacje | 48,22           |
| 2019 | I liga drużynowych mistrzostw Europy    | Sandnes        | bieg na 400 m przez płotki  | 4. miejsce | 51,12           |
| 2019 | Mistrzostwa świata                      | Doha           | bieg na 400 m przez płotki  | półfinał   | 49,02           |
| 2021 | World Athletics Relays                  | Chorzów        | sztafeta mieszana 4 × 400 m | 7. miejsce | 3:20,26 (elim.) |
| 2021 | Igrzyska olimpijskie                    | Tokio          | bieg na 400 m przez płotki  | półfinał   | 48,26           |
| 2022 | Mistrzostwa świata                      | Eugene         | bieg na 400 m przez płotki  | półfinał   | 50,08           |
| 2022 | Mistrzostwa Europy                      | Monachium      | bieg na 400 m przez płotki  | półfinał   | 49,30           |
| 2023 | I dywizja drużynowych mistrzostw Europy | Chorzów        | bieg na 400 m przez płotki  | 1. miejsce | 49,41           |
| 2024 | World Athletics Relays                  | Nassau         | sztafeta mieszana 4 × 400 m | 3. miejsce | 3:11,53         |
| 2024 | Mistrzostwa Europy                      | Rzym           | bieg na 400 m przez płotki  | półfinał   | 49,61           |
| 2024 | Mistrzostwa Europy                      | Rzym           | sztafeta mieszana 4 × 400 m | 1. miejsce | 3:09,92         |
| 2024 | Igrzyska olimpijskie                    | Paryż          | sztafeta mieszana 4 × 400 m | eliminacje | 3:12,67         |

## Rekordy życiowe
- bieg na 400 metrów przez płotki (stadion) – 47,97 (18 sierpnia 2016, Rio de Janeiro) rekord Irlandii
- bieg na 400 metrów przez płotki (hala) – 50,50 (4 lutego 2018, Dublin)

29 sierpnia 2015 w Pekinie irlandzka sztafeta 4 × 400 metrów z Barrem w składzie ustanowiła wynikiem 3:01,67 rekord kraju w tej konkurencji.
7 czerwca 2024 w Rzymie irlandzka sztafeta mieszana 4 × 400 metrów z Barrem w składzie ustanowiła wynikiem 3:09,92 aktualny rekord kraju i mistrzostw Europy w tej konkurencji.